# Rudbar (Kirman)
Rudbar fou un antic districte de la província de Kirman a Pèrsia, a la vall del riu anomenat actualment Minab o Dozdan. El districte estava en la ruta entre Djiruft i el golf Pèrsic. Marco Polo va travessar la zona al segle xiii i l'esmenta com a plana de Reobarles.